# Битка при Евпатория (1855)
Битката при Евпатория на 5 февруари 1855 година, по време на Кримската война, е резултат от опита на руски войски да обезопасят тиловите си комуникации в Крим чрез ликвидиране на османския плацдарм в Евпатория.
Атакуващите войски на генерал Степан Хрульов, които са почти двойно по-малобройни от корпуса на Омер паша (19 000 срещу 35 000 души), разчитат на изненадата. Слабото разузнаване (ровът пред крепостта се оказва твърде дълбок за стълбите на атакуващите) проваля този замисъл. Посрещнати със силен огън от османците и англо-френската флота, руснаците отстъпват, преди да се стигне до ръкопашен бой, губейки 700 души.